# Kathleen Kennedy

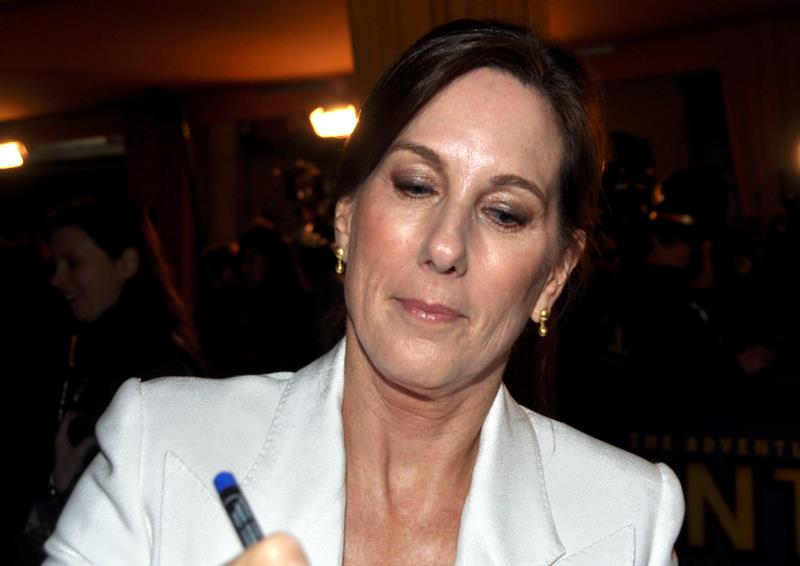
Kathleen Kennedy i oktober 2011

Kathleen Kennedy, född 5 juni 1953 i Berkeley, Kalifornien, är en amerikansk filmproducent. Hon är mest känd för de filmer hon gjort tillsammans med Steven Spielberg och sin make Frank Marshall. Enligt Box Office Mojo är hon en av de producenter vars filmer dragit in mest pengar i USA, drygt 5 miljarder $.

## Biografi
Kathleen Kennedy föddes i Berkeley i Kalifornien och tog 1972 examen från Shasta High School i Redding. Därefter började hon studera telekommunikation och film på San Diego State University. Under sitt sista år där fick hon jobb på den lokala tv-kanalen KCST där hon hade en rad olika arbetsuppgifter. Efter ett tag fick hon producera en talkshow innan hon flyttade till Los Angeles. Där fick hon jobb hos John Milius, som då arbetade med Spielbergs film 1941 (1979). I den filmen listas Kennedy som produktionsassistent. Spielberg anställde henne sedan som sekreterare och hon fick jobbet som medproducent till den av Spielberg producerade Poltergeist och sedan som producent för E.T. the Extra-Terrestrial (1982). Därefter producerade hon Indiana Jones-filmerna och var sedan exekutiv producent för Jurassic Park och Schindler's List.
Tillsammans med Spielberg och sin make grundade hon bolaget Amblin Entertainment i början av 1980-talet. Bolaget producerade framgångsrika filmer som E.T. the Extra-Terrestrial, Gremlins (1984) och Tillbaka till framtiden (1985). År 1992 grundade hon The Kennedy/Marshall Company tillsammans med sin man. Bland det bolagets produktioner är Alive (1993) och Sjätte sinnet (1999). Kennedy är också med i styrelsen för Amerikanska filmakademien. Hon har under åren 1983-2014 nominerats till åtta Oscars; E.T. the Extra-Terrestrial (1982), Purpurfärgen (1985), Sjätte sinnet (1999), Seabiscuit (2003), München (2005), Benjamin Buttons otroliga liv (2008), War Horse (2011) samt Lincoln (2012).
2012 blev hon chef för Lucasfilm.

## Filmografi (urval)

### Film
- 1979 – 1941 (assistent)
- 1981 – Jakten på den försvunna skatten (assistent till Steven Spielberg)
- 1982 – E.T. the Extra-Terrestrial
- 1982 – Poltergeist (associate producer)
- 1984 – Indiana Jones och de fördömdas tempel (associate producer)
- 1984 – Gremlins (exekutiv producent)
- 1985 – Goonies – Dödskallegänget (exekutiv producent)
- 1985 – Tempelmysteriet (exekutiv producent)
- 1985 – Tillbaka till framtiden (exekutiv producent)
- 1985 – Purpurfärgen
- 1986 – Hem dyra hem
- 1986 – Resan till Amerika (exekutiv producent)
- 1987 – 24-timmarsjakten (co-executive producer)
- 1987 – Solens rike
- 1988 – Landet för längesedan (co-executive producer)
- 1988 – Vem satte dit Roger Rabbit (exekutiv producent)
- 1989 – Always
- 1989 – Dad (exekutiv producent)
- 1989 – Indiana Jones och det sista korståget (associate producer)
- 1989 – Tillbaka till framtiden del II (exekutiv producent)
- 1990 – Gremlins 2 – Det nya gänget (exekutiv producent)
- 1990 – Imse vimse spindel
- 1990 – Joe och vulkanen (exekutiv producent)
- 1990 – Tillbaka till framtiden del III (exekutiv producent)
- 1991 – Cape Fear (exekutiv producent)
- 1991 – Hook
- 1991 – Resan till Amerika – Fievel i vilda västern (exekutiv producent)
- 1992 – Kaos i kulissen (exekutiv producent)
- 1993 – Alive
- 1993 – Jurassic Park
- 1993 – Rex och hans vänner (exekutiv producent)
- 1993 – Schindler's List (exekutiv producent)
- 1993 – Äventyret i Kalahariöknen (exekutiv producent)
- 1994 – The Flintstones (exekutiv producent)
- 1995 – Balto (exekutiv producent)
- 1995 – Broarna i Madison County
- 1995 – Congo
- 1996 – Twister
- 1997 – The Lost World: Jurassic Park (exekutiv producent)
- 1999 – Sjätte sinnet
- 1999 – Snö faller på cederträden
- 2001 – A.I. – Artificiell Intelligens
- 2001 – Jurassic Park III
- 2002 – Signs (exekutiv producent)
- 2003 – Seabiscuit
- 2005 – Världarnas krig
- 2005 – München
- 2007 – Fjärilen i glaskupan
- 2008 – Benjamin Buttons otroliga liv
- 2008 – Indiana Jones och kristalldödskallens rike (exekutiv producent)
- 2010 – Livet efter detta
- 2010 – The Last Airbender (exekutiv producent)
- 2011 – Tintins äventyr: Enhörningens hemlighet
- 2011 – War Horse
- 2012 – Lincoln
- 2015 – Star Wars: The Force Awakens
- 2016 – Kvinnan på tåget (exekutiv producent)
- 2016 – Rogue One: A Star Wars Story
- 2016 – Stora vänliga jätten (exekutiv producent)
- 2017 – Star Wars: The Last Jedi
- 2018 – Solo: A Star Wars Story
- 2019 – Star Wars: The Rise of Skywalker
- 2023 – Indiana Jones and the Dial of Destiny
- 2026 – The Mandalorian & Grogu

### TV
- 2019–2023 – The Mandalorian (TV-serie)
- 2021–2022 – The Book of Boba Fett (TV-serie)
- 2022 – Obi-Wan Kenobi (TV-serie)
- 2022 – Light & Magic (TV-serie)
- 2022–2025 – Andor (TV-serie)
- 2022 – Willow (TV-serie)
- 2023 – Ahsoka (TV-serie)
- 2024 – The Acolyte (TV-serie)
- 2024 – Star Wars: Skeleton Crew (TV-serie)